# Röslau
Röslau is een plaats in de Duitse deelstaat Beieren, en maakt deel uit van het Landkreis Wunsiedel im Fichtelgebirge.
Röslau telt 2.086 inwoners.
Röslau Stahldraht is gevestigd in Röslau.
Arzberg ·
Bad Alexandersbad ·
Höchstädt i.Fichtelgebirge ·
Hohenberg a.d.Eger ·
Kirchenlamitz ·
Marktleuthen ·
Marktredwitz ·
Nagel ·
Röslau ·
Schirnding ·
Schönwald ·
Selb ·
Thiersheim ·
Thierstein ·
Tröstau ·
Weißenstadt ·
Wunsiedel